# Marinovac
Marinovac (em cirílico: Мариновац) é uma vila da Sérvia localizada no município de Zaječar, pertencente ao distrito de Zaječar, na região de Timočka Krajina. A sua população era de 211 habitantes segundo o censo de 2011.

## Demografia
| 1948 | 1953 | 1961 | 1971 | 1981 | 1991 | 2002 | 2011 |
| ---- | ---- | ---- | ---- | ---- | ---- | ---- | ---- |
| 970  | 961  | 882  | 728  | 610  | 437  | 305  | 211  |